# Choral Public Domain Library
Choral Public Domain Library (CPDL) — архів нот хорової та вокальної музики, наявних у вільному доступі або іншим чином доступних для безкоштовного роздрукування та виконання (наприклад, з дозволу власника авторських прав.)
Заснований 1998 року Рафаелем Орном (Rafael Ornes). Містить ноти у форматах PDF, PS та TIFF, звукові файли у форматах MIDI та MP3, а також партитури у нотних форматах, що підтримуються такими редакторами як Finale, Sibelius, NoteWorthy Composer, Encore, та у відкритому форматі GNU LilyPond. Станом на липень 2013 проєкт налічував більше 16 000 нот більш як 2000 композиторів, в проєкті брали участь 890 дописувачів.
Окрім власне розміщення нотних матеріалів, проєкт підтримує:
- публікацію оригінальних текстів, інформацію про першоджерело та переклади;
- категоризацію за критеріями жанру, епохи, типу хору та кількості хорових партій;
- інформацію про композитора;
- аудіофайли та інформацію про виконавців;
- покажчик за абеткою;
- сторінки обговорення.